# Bolboceras consanguineus
Bolboceras consanguineus is een keversoort uit de familie mesttorren (Geotrupidae). De wetenschappelijke naam van de soort werd in 1885 gepubliceerd door Johan Wilhelm van Lansberge.